# Uzak – Weit
Uzak – Weit ist ein türkischer Spielfilm aus dem Jahr 2002, geschrieben, produziert, inszeniert und fotografiert von Nuri Bilge Ceylan. Das Werk erhielt mehrere Auszeichnungen, unter anderem an den Filmfestspielen von Cannes 2003 den Großen Preis der Jury. Dennoch lief er erst am 3. Februar 2005 in deutschen Kinos an. Uzak schließt eine Trilogie, die der Filmautor mit Die Stadt 1998 begonnen und im Jahr darauf mit Bedrängnis im Mai fortgesetzt hat. Stilistisch fällt der Film durch seine sorgfältig komponierten, längeren Einstellungen auf, die sowohl Innenräume wie das winterliche Istanbul zeigen. Ceylan thematisiert – teils autobiografisch – Schwierigkeiten von Männern, insbesondere die Abhängigkeit ihrer gesellschaftlichen Stellung von beruflichem Erfolg und ihre Unfähigkeit, über ihre Sorgen und Gefühle zu sprechen.

## Handlung
Mahmut, früher ein künstlerisch ambitionierter Fotograf, übernimmt jetzt finanziell einträgliche Aufnahmen für Werbekataloge. Er lebt in Istanbul und ist geschieden; seine sozialen Kontakte beschränken sich auf Trinkrunden mit intellektuellem Anspruch, und gelegentliche sexuelle Besuche einer anderweitig liierten Frau. Eines Tages taucht Yusuf auf, ein junger Vetter aus Mahmuts Heimatort, den er vor Jahren verlassen hat. Yusuf hat seine Stelle in einer Fabrik durch deren Schließung verloren und will auf einem Schiff anheuern, um die Welt zu sehen. Bis er eine Anstellung findet, kann er bei Mahmut wohnen.
Mahmuts geordnetes Leben, verpackt in eine vermeintlich intellektuelle Haltung, und seine gepflegte Wohnung kommen durch Yusufs Anwesenheit durcheinander. Seine Exfrau, für die er noch immer etwas empfindet, teilt ihm mit, dass sie mit ihrem neuen Partner nach Kanada auswandert. Yusufs Stellensuche erweist sich wegen der auch in Istanbul spürbaren Wirtschaftskrise als vorerst aussichtslos. Zunehmend plagt ihn das Fehlen einer Frau an seiner Seite; an öffentlichen Plätzen und in Einkaufszentren schleicht er unbekannten Frauen nach oder beobachtet sie hinter Büschen versteckt. Als er Mahmuts Wohnung verdreckt, macht ihm dieser heftige Vorhaltungen und rügt seinen naiven Optimismus, ohne Plan in der Großstadt rasch eine Arbeit finden zu können. Bald sucht Mahmut eine silberne Uhr und kann sie lange nicht finden – Yusuf spürt den unausgesprochenen Verdacht, er habe die Uhr gestohlen. Schließlich findet Mahmut die Uhr doch, verschweigt aber Yusuf den Fund. Am nächsten Tag ist Yusuf abgereist, und Mahmut spürt die Leere seiner Wohnung. Er setzt sich ans Ufer und raucht eine Zigarette aus der Schachtel, die Yusuf zurückgelassen hat.

## Deutschsprachige Kritiken
In den deutschsprachigen Kritiken war von einem „Meisterwerk“ die Rede, von „hoher Kunst“ und einem „erdrückend schöne[n] Film“, der kein Durchschnittskino sei. Das Werk würde überall verstanden und werde Ceylan in Europa berühmt machen. Entweder ließen sie die Frage offen, inwieweit der im Film mehrmals erwähnte russische Regisseur Andrej Tarkowski im Stil von Uzak wiederzufinden sei, machten statt stilistischer Nähe zu Tarkowski eine solche zu Theo Angelopoulos und Abbas Kiarostami aus oder erklärten ihn zum „legitime[n] Nachfolger Michelangelo Antonionis“. Intensiv und auf ganz eigene Art von hoher „formaler Geschlossenheit“, sei das ein Film, der „sich mit stiller Gewalt ins Bewusstsein einschleicht und dort noch lange kreist.“
Die Kritiker sprachen von einem „großen Gemälde der heutigen Türkei“, das die „wirtschaftliche und kulturelle Krise eines Landes“ reflektiere oder das Krisengefühl einer Generation auf den Punkt bringe. Die zwei Männer seien „Stadtmaus“ und „Feldmaus“ und keine Sympathieträger. Ceylan entwickle keine große dramatische Handlung, dafür umso mehr „innere Perspektiven“, und arbeite mit dem „Nachhall […] beiläufiger Informationen“. Erwähnt wurde der gelegentlich aufscheinende Humor, die „zum Schauen verführenden Formsprache“ die „kunstvoll-kargen Momentaufnahmen“, die „sorgfältig komponierte[n] Ansichten“ und „wunderschönen“ Kadrierungen. Der Filmemacher schüfe eine im Kino ganz neue Sicht auf Istanbul, der aber „keine Spur von Exotismus“ innewohne. Die „äußerst sensible Tonspur“ verweigere die „bekannten Weltmusikklischees.“
Silvia Hallersleben von epd Film erklärte, man brauche weder Türke noch Mann zu sein, um Mahmuts und Yusufs entfremdetes Leben nachempfinden zu können. Für den F.A.Z.-Kritiker Andreas Kilb bestand der „dialektische Trick“ des Films darin, dass Yusuf dem Leben im winterlichen Istanbul aus der Ferne zuschaue und so dem Publikum, dem es ebenso fremd ist, nahekomme. Demgegenüber meinte Heike Kühn von der Frankfurter Rundschau, der Film halte daran fest, „seinen Figuren nicht näher kommen zu können als sie sich selbst.“ Sie beschrieb die Entfremdung so: „Die Menschen schweigen und sehen sich an, aber da ist nichts. Sie sehen aus dem Fenster, aber da ist nichts.“ In der Welt beschrieb Neco Çelik die beiden Männer als Menschen, „die nicht wissen, was sie mit sich anfangen sollen.“ „Von dem Schmerz, nicht mehr zu wissen, wie man leben soll“ sprach auch Claudia Lenssen in der taz, zugleich sei das aber einer jener „schönen [Filme], deren Bilderfluss eine subtile, aber eindringliche Protestenergie gegen die Verhältnisse aufbietet, von denen er erzählt.“ Und Anke Leweke in der Zeit: „Melancholie und Aussichtslosigkeit der Helden mögen den Rhythmus von Uzak bestimmen, doch der Film selbst dreht sich nicht im Kreise. Er ist wie das Windspiel am Fenster, dessen Melodie tröstend von anderen Rhythmen, größeren Kreisläufen und Bewegungen erzählt.“ „Etwas märchenhaft Versonnenes“ fand Fritz Göttler (Süddeutsche Zeitung) in einem Film, der selbstreflektive Elemente aufweise: „Auf faszinierende Weise spielt er so das Private und Persönliche gegen das Hochartifizielle aus, macht er seine eigene Unsicherheit zum Thema“.
Im Einzelnen haben die Kritiken geurteilt:
| epd Film                  | Gehe unter die Haut; sorgfältig komponierte Bilder.                                                |
| film-dienst               | Visuell raffiniert; sensible Tonspur.                                                              |
| Frankfurter Allgemeine Z. | Intensiv; formal geschlossen; biete ein bisher unbekanntes Bild Istanbuls.                         |
| Frankfurter Rundschau     | Erdrückend schöner Film, werde Ceylan in Europa berühmt machen.                                    |
| Neue Zürcher Zeitung      | Kunstvolle Momentaufnahmen, grimmiger Humor.                                                       |
| Der Spiegel               | Habe zu Recht in Cannes den Großen Preis erhalten.                                                 |
| Süddeutsche Zeitung       | Faszinierende Dialektik zwischen Persönlichem und Hochartifiziellem; Film hat etwas Märchenhaftes. |
| Die tageszeitung          | Schöner Film, verführende Formsprache, treffe das Gefühl einer Generation, klischeefreie Musik.    |
| Die Welt                  | Angenehm anzusehen, Darsteller schüfen eine seltene Atmosphäre.                                    |
| Die Zeit                  | Meisterwerk, großes Gemälde, tröstende Erzählung.                                                  |

## Auszeichnungen
- 2002
  - Antalya Film Festival: Bester Regisseur (Nuri Bilge Ceylan), Bester Film, Bestes Drehbuch (Nuri Bilge Ceylan), Brster Nebendarsteller (Mehmet Emin Toprak)
  - Ankara Film Festival: Bester Regisseur (Nuri Bilge Ceylan), Beste Kamera (Nuri Bilge Ceylan)
  - Siyad Türk Sineması Ödülleri: Bester Film, Bester Regisseur (Nuri Bilge Ceylan), Beste Kamera (Nuri Bilge Ceylan)
  - Orhan Arıburnu Preis: Bester Film, Bester Regisseur (Nuri Bilge Ceylan), Bester männlicher Schauspieler (Muzaffer Özdemir)
- 2003
  - International Istanbul Film Festival: Bester Film, Bester Regisseur (Nuri Bilge Ceylan), FIPRESCI-Preis
  - Cinema Film Festival: Bester Film, Großer Preis
  - Internationale Filmfestspiele von Cannes 2003: Großer Preis der Jury (Nuri Bilge Ceylan), Bester Schauspieler (Mehmet Emin Toprak) und (Muzaffer Özdemir)
  - Grand Prix de la FIPRESCI (Film des Jahres)